# Advaita Vedanta

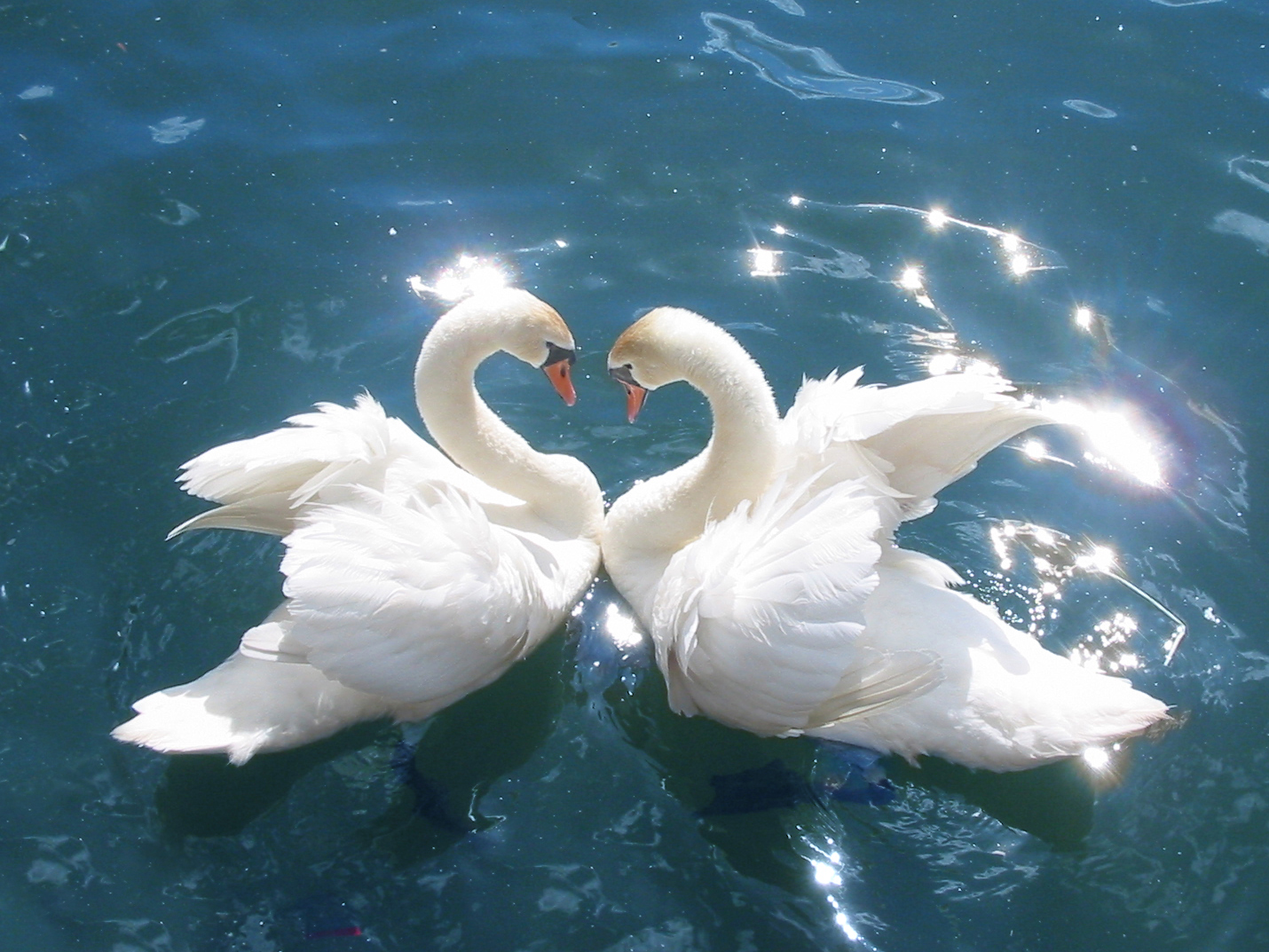
Lebedele sunt simboluri importante în Advaita.

Advaita Vedānta este o doctrină idealist-obiectivă din filosofia indiană, formulată la începutul secolului al IX-lea de Adi Shankara. Advaita Vedanta este cel mai însemnat curent filosofic și religios care aparține unei mișcări mai mari numită Vedanta. Alături de Sankhya, Yoga, Nyaya, Vaisheshika și Mimamsa, Vedanta reprezintă școlile filozofice ale Hinduismului. Numele mișcării trimite la una dintre ideile centrale: Advaita se traduce prin „non-dualistic”, ceea ce exprimă faptul că adevăratul Sine este una cu cea mai înaltă realitate (Brahman). Aceasta susține că singura realitate și unica temelie a lumii este spiritul universal (brahman), considerând lumea senzorială drept o simplă aparență, o iluzie (maya). 
În cadrul învățăturii Vedanta, Advaita Vedanta se distinge  prin faptul că are la bază un sistem monistic ce conduce în cele din urmă către un principiu unic.  Scopul central al Advaitei Vedanta este de a explica, pe de o parte, conceptul filosofic al Nedualității și, pe de altă parte, Unitatea și Identitatea sufletului cu Brahman. (în traducere Vedanta înseamnă Nedualitate, Advaita Vedanta – Vedanta Nedualității)
Pentru a urma drumul eliberării, omul trebuie în primul rând să recunoască această unitate a sa cu Brahman. Întreg drumul este de fapt un proces de recunoaștere care conduce către experiența Advaita și apoi către eliberare (moksha). Eliberarea are loc prin distingerea între ceea ce este Sinele și cea ce nu este Sinele. Când cele două se suprapun, omul nu mai este capabil să-și distingă adevărata natură (atman), care este una cu Absolutul (Brahman).
Drept figură centrală a mișcării este recunoscut Adi Shankara, care se pare că a trăit în secolul VIII. Shankara distinge între o cunoaștere la nivelul de jos și o alta la nivel înalt. Aducerea la existență a lumii din ființa lui Brahman și neschimbabilitatea monadei spirituale sunt particularități ale nivelului inferior de cunoaștere, iar recunoașterea lui Brahman, a celui superior.
Vedanta  a apărut ca un răspuns de apărare al hinduismului clasic în fața Colonialismului și a misiunii creștine. Mișcarea a fost parțial influențată de dezbatarea dintre Creștinism și Știință,  dezvoltată în Europa secolului al XVIII-a. Totodată, Vedanta reprezintă bazele înțelegerii Hinduismului în  sensul său actual.

## Traduceri în limba română
Gaudapada, Sankara, Sadananda, "Advaita Vedanta. Texte fundamentale", Cuvânt introductiv, traducere din sanskrită, note și comentarii: Ovidiu Cristian Nedu, Editura Herald, Colecția Cărți Fundamentale, București, 2010, 256 p., ISBN: 978-973-111-168-1.
Flood, Gavin, An Introduction to Hinduism, Cambridge, 1996.